# Odontites luteus
La perlina gialla (nome scientifico Odontites luteus (L.) Clairv., 1811) è una pianta erbacea appartenente alla famiglia delle Orobanchaceae.

## Etimologia
Il nome generico (Odontites) deriva dal greco "odos" o "odontos" (= dente, del dente). Tale nome appare per la prima volta in uno scritto di Gaio Plinio Secondo (Como, 23 – Stabiae, 25 agosto 79]), scrittore, ammiraglio e naturalista romano, e si riferisce al suo uso per il trattamento del mal di denti. L'epiteto specifico (luteus) significa "giallo" e si riferisce al colore della corolla dei fiori di questa pianta.
Il binomio scientifico della pianta di questa voce è stato proposto inizialmente da Carl von Linné (1707 – 1778) biologo e scrittore svedese, considerato il padre della moderna classificazione scientifica degli organismi viventi, nella pubblicazione "Species Plantarum", perfezionato poi dal botanico e entomologo francese Joseph Philippe de Clairville (1742-1830) nella pubblicazione "Manuel d'Herborisation en Suisse et en Valais, redigé selon le systême de Linné, corrigé par ses propres principes. Avec l'indication d'un nouveau systême derivé également des principesde ce grand maître. Winterthour. -  207. 1811" del 1811.

## Descrizione

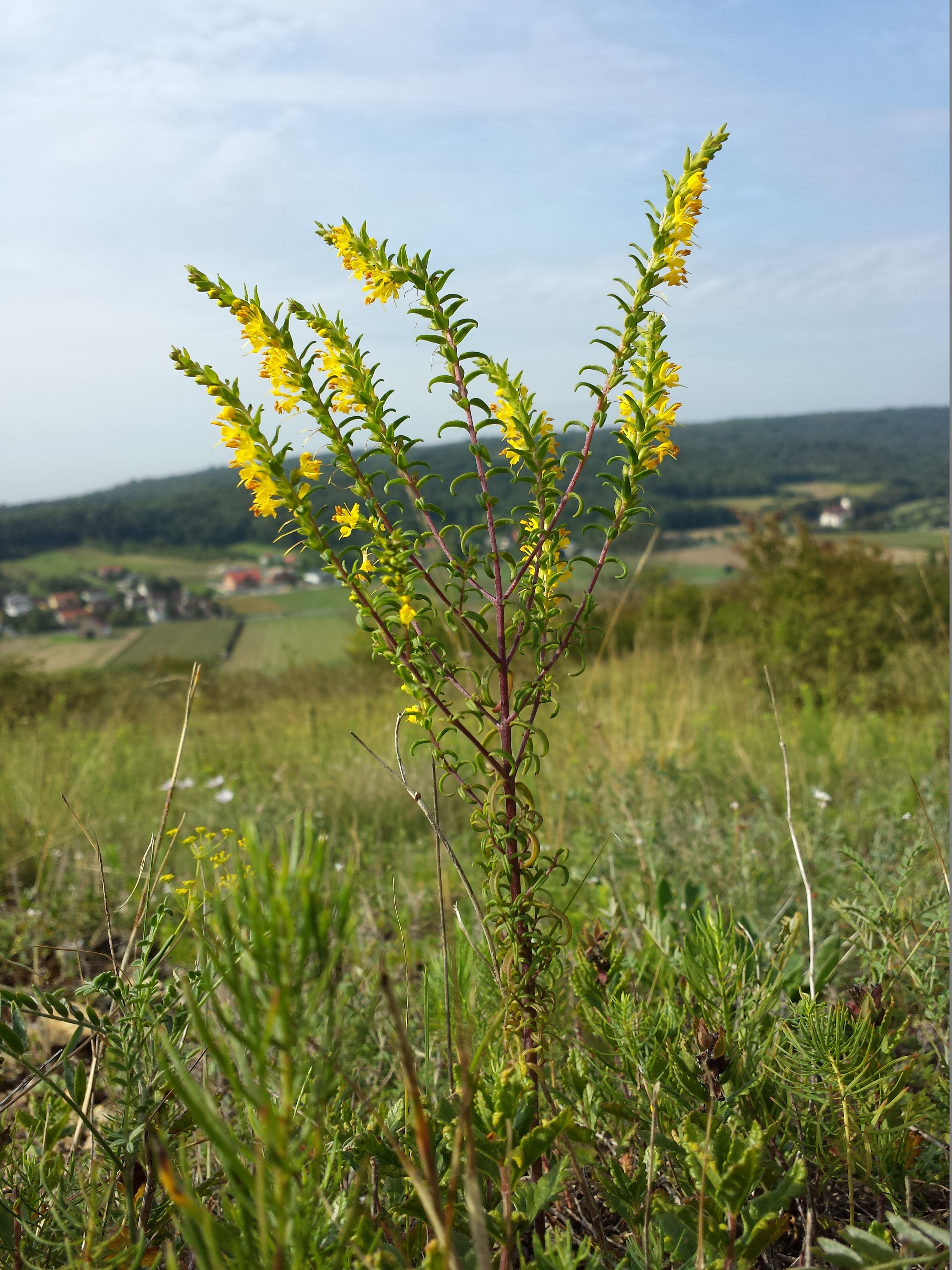
Il portamento

Queste piante raggiungono una altezza di 2 - 5 dm. La forma biologica è terofita scaposa (T scap), ossia in generale sono piante erbacee che differiscono dalle altre forme biologiche poiché, essendo annuali, superano la stagione avversa sotto forma di seme e sono munite di asse fiorale eretto e spesso privo di foglie. Sono piante semiparassite (ossia contengono ancora clorofilla) e sono provviste di uno o più austori connessi alle radici ospiti per ricavare sostanze nutritive.

### Radici
Le radici sono tipo fittone.

### Fusto
La parte aerea del fusto è ascendente o eretta. La parte apicale è ricoperta di peli appressati e più o meno increspati. La sezione è quadrangolare. I rami sono arcuati e spesso superano in altezza il fusto principale; all'apice possono essere penduli.

### Foglie
Le foglie lungo il caule sono disposte in modo opposto; hanno la lamina a forma lineare con contorno intero e superficie pubescente. Il portamento è patente o riflesso. Non sono presenti stipole. Le foglie superiori non sono di tipo bratteale. Dimensione delle foglie: larghezza 1 – 2 mm; lunghezza 8 – 25 mm

### Infiorescenza
Le infiorescenze sono formate da racemi spiciformi unilaterali. Le brattee dell'infiorescenza sono lunghe 6 – 8 mm. Lunghezza dei racemi: 3 – 10 cm.

### Fiore
I fiori sono ermafroditi, zigomorfi e tetraciclici (con i quattro verticilli fondamentali delle Angiosperme: calice – corolla – androceo – gineceo). in genere sono più o meno pentameri (ogni verticillo ha 5 elementi). Lunghezza del fiore: 5 – 8 mm.
- Formula fiorale: per questa pianta viene indicata la seguente formula fiorale:

X, K (4), [C (2+3), A 2+2], G (2), (supero), capsula
- Calice: il calice, gamosepalo, ha quattro denti (tetramero); la forma è tubulosa-conica-campanulata. Il calice è pubescente per brevi peli semplici. Lunghezza del calice : 3 – 4 mm.
- Corolla: la corolla, pentamera (a cinque lobi) e simpetala, è bilabiata; il labbro inferiore ha tre lobi più o meno interi; la superficie è pubescente; il colore è giallo. La corolla in genere è lunga il doppio del calice ed è priva dello sperone. Lunghezza del tubo: 3 mm. Lunghezza delle labbra: 3 – 5 mm.
- Androceo: gli stami dell'androceo sono quattro didinami; sono inseriti nel tubo corollino. Le antere sono glabre e sporgono dalle fauci corolline. Le antere sono conniventi ed hanno una loggia portante un cornetto allungato (i cornetti sono uguali fra di loro). Le sacche polliniche hanno l'estremità inferiore a forma di freccia[10]
- Gineceo: i carpelli del gineceo sono due e formano un ovario unico supero biloculare (derivato dai due carpelli iniziali). Lo stilo è unico lievemente più lungo degli stami ed è inserito all'apice dell'ovario; lo stimma è capitato.
- Fioritura: da (luglio) agosto a ottobre.

### Frutti
Il frutto è del tipo a capsula deiscente; la forma è ellittica con superficie pubescente. I semi sono numerosi. Lunghezza della capsula: 3 – 4 mm (alla fruttificazione la capsula è lunga 1,5 volte la lunghezza del calice).

## Riproduzione
- Impollinazione: l'impollinazione avviene tramite insetti (impollinazione entomogama).
- Riproduzione: la fecondazione avviene fondamentalmente tramite l'impollinazione dei fiori (vedi sopra).
- Dispersione: i semi cadendo a terra (dopo essere stati trasportati per alcuni metri dal vento per merito del pappo – disseminazione anemocora) sono successivamente dispersi soprattutto da insetti tipo formiche (disseminazione mirmecoria).

In queste piante il semiparassitismo è tale per cui anche i semi per germogliare hanno bisogno della presenza delle radici della pianta ospite; altrimenti le giovani piantine sono destinate ad una precoce degenerazione.

## Distribuzione e habitat

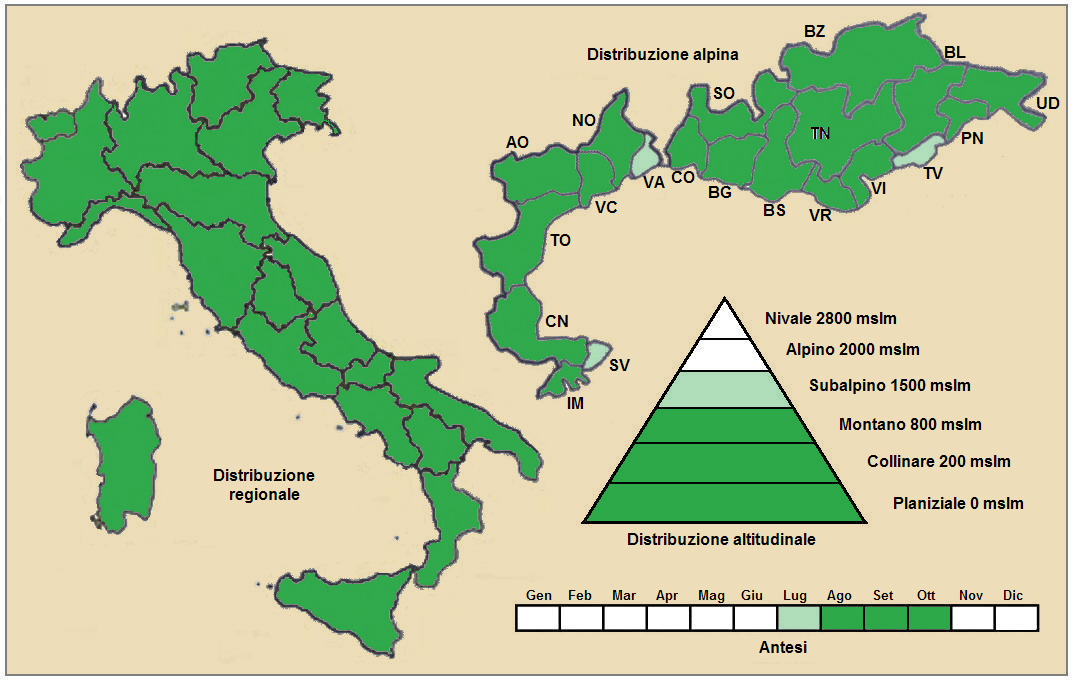
Distribuzione della pianta
(Distribuzione regionale – Distribuzione alpina)

- Geoelemento: il tipo corologico (area di origine) è Euri-Mediterraneo.
- Distribuzione: in Italia è una specie comune e si trova ovunque. Nelle Alpi è presente in tutti i settori sia sul versante sud che in quello nord. Sugli altri rilievi europei collegati alle Alpi si trova nel Massiccio del Giura, Massiccio Centrale, Pirenei, Alpi Dinariche, Monti Balcani e Carpazi.[12] Nel resto dell'Europa si trova dalla Penisola Iberica alla Penisola Balcanica e Russia; è presente anche in Anatolia, sulle coste dell'Asia mediterranea e nell'Africa mediterranea occidentale.[1]
- Habitat: l'habitat tipico sono i prati aridi di tipo steppico e i pendii rocciosi. Il substrato preferito è calcareo ma anche siliceo con pH neutro, bassi valori nutrizionali del terreno che deve essere arido.[12]
- Distribuzione altitudinale: sui rilievi queste piante si possono trovare fino a 800 m s.l.m. (massimo 1400 m s.l.m.); frequentano quindi i seguenti piani vegetazionali: collinare e montano e in parte quello subalpino (oltre a quello planiziale – a livello del mare).

### Fitosociologia
Dal punto di vista fitosociologico Odontites luteus appartiene alla seguente comunità vegetale:
Formazione: delle comunità a emicriptofite e camefite delle praterie rase magre secche
Classe: Festuco-Brometea

## Tassonomia
La famiglia di appartenenza della specie (Orobanchaceae) comprende soprattutto piante erbacee perenni e annuali semiparassite (ossia contengono ancora clorofilla a parte qualche genere completamente parassita) con uno o più austori connessi alle radici ospiti. È una famiglia abbastanza numerosa con circa 60 - 90 generi e oltre 1700 - 2000 specie (il numero dei generi e delle specie dipende dai vari metodi di classificazione) distribuiti in tutti i continenti. Il genere Odontites è distribuito soprattutto in Europa con una trentina di specie di cui 7 sono presenti nella flora spontanea italiana.
- Basionimo: per questa specie il basionimo è: Euphrasia lutea L., 1753 (famiglia Scrophulariaceae).[12]

### Filogenesi
La classificazione tassonomica del Odontites luteus è in via di definizione in quanto fino a poco tempo fa il suo genere apparteneva alla famiglia delle Scrophulariaceae (secondo la classificazione ormai classica di Cronquist), mentre ora con i nuovi sistemi di classificazione filogenetica (classificazione APG) è stata assegnata alla famiglia delle Orobanchaceae (tribù Rhinantheae).
Il numero cromosomico per questa specie è: 2n = 20.

### Variabilità e sottospecie
Odontites luteus è una pianta variabile. La variabilità si manifesta nelle foglie (la lamina è più o meno sviluppata e alla base possono essere presenti 1 - 2 dentelli per lato); nella ramosità incostante (scarsa o abbondante con rami diritti o arcuati).
Di questa specie sono riconosciute come valide le seguenti sottospecie:
- Odontites luteus (L.) Clairv. subsp. luteus - Distribuzione: Algeria e Corsica
- Odontites luteus subsp. bonifaciensis (Rouy) P. Fourn., 1937 - Distribuzione: Corsica
- Odontites luteus subsp. reboudii (Pomel) Quézel & Santa, 1963 - Distribuzione: Algeria
- Odontites luteus subsp. triboutii (Gren. & Paill.) Quézel & Santa, 1811 - Distribuzione: è la sottospecie più comune, quella presente anche in Italia.

### Sinonimi
Questa entità ha avuto nel tempo diverse nomenclature. L'elenco seguente indica alcuni tra i sinonimi più frequenti:
- Euphrasia lutea L.
- Orthantha lutea (L.) Wettst.
- Orthanthella lutea (L.) Rauschert

### Specie simili
Le varie specie di Odontites sono molto simili tra di loro (relativamente alle specie con corolla gialla). La tebella sottostante evidenzia i tratti morfologici più distintivi per ogni specie:
- Odontites lanceolata (Gaudin) Rchb. - Perlina lanceolata: si distingue subito per le foglie a forma lanceolata (la larghezza della lamina è maggiore di 4 mm).
- Odontites viscosus (L.) Clairv. - Perlina vischiosa: è ricoperta di peli ghiandolari viscosi (le foglie sono larghe da 1 a 4 mm).
- Odontites rigidifoglia (Biv.) Benth. - Perlina siciliana: si distingue per le foglie molto strette (0,7 mm di larghezza) e con portamento eretto e appressato al fusto. Questa specie è presente solamente in Sicilia.
- Odontites luteus (L.) Clairv. - Perlina gialla: le foglie sono larghe da 1 a 4 mm, la corolla è lunga il doppio del calice, le antere sono sporgenti e le brattee sono lunghe 6 - 8 mm.

## Altre notizie
La odontite gialla in altre lingue è chiamata nei seguenti modi:
- (DE)  Gelber Zahntrost
- (FR)  Odontitès jaune